# Godroniopsis
Godroniopsis — рід грибів родини Helotiaceae. Назва вперше опублікована 1929 року.

## Класифікація
Згідно з базою MycoBank до роду Godroniopsis відносять 2 види:
- Godroniopsis nemopanthi
- Godroniopsis peckii